# Clariant
Clariant est une entreprise suisse de chimie, issue du groupe Sandoz. Elle est le leader mondial dans le domaine des produits chimiques et des pigments pour l'industrie textile, du cuir et du papier. Le siège de la compagnie est à Muttenz, avec un centre d'affaires à Pratteln, les deux proches de Bâle en Suisse. Son domaine d'activité réside dans les pigments, les agents de surface et les polymères.
En mai 2017, la société annonce sa fusion avec Huntsman, dans un nouvel ensemble prenant le nom de HuntsmanClariant. En octobre 2017, la société annonce renoncer à sa fusion avec Huntsman.

## Histoire
En 1997, la société allemande Hoechst est rachetée. En 2000, c'est British Tar Products d'être acquis par Clariant, pour 911 millions de livres. En 2011, la société allemande Süd-Chemie, spécialisée dans les catalyseurs et les absorbants, est acquise, pour 2 milliards d'euros, dette comprise.
Entre 2000 et 2011, le nombre d'employés dans Clariant est passé de 31 500 à 16 500.
Clariant a annoncé en 2012 la séparation de ses textiles chimiques, émulsions et activités autour du papier au profit de SK Capital, alors que les activités cuir, détergent et activités intermédiaires seraient cédées à Weylchem.
Le 22 mai 2017, elle annonce sa fusion avec Huntsman sous une nouvelle entité nommée Huntsman-Clariant avec son siège en Suisse et sa direction aux États-Unis,,. Les économies résultant de la fusion atteindraient 3,5 milliards de francs suisses, et les revenus augmenteraient de près de 20%. En septembre 2017, le fonds américain White Tale Holdings, premier actionnaire de la société, réclame une évaluation indépendante des retombées d’une fusion avec Huntsman, craignant que la société ne se disperse trop dans ses activités, mais Clariant maintient sa position sur le projet de fusion. Le projet de fusion est finalement abandonné en octobre 2017.
En septembre 2017, Clariant annonce avoir signé deux partenariats : un contrat pour une co-entreprise avec la société chinoise Tiangang, spécialisée dans la production de stabilisateurs contre la lumière, ainsi qu' un accord de licence pour son biocarburant "Sunliquid" avec Enviral, une société slovaque membre du groupe Envien.
En décembre 2019, Clariant annonce la vente de ses activités dans des additifs pour plastiques tel que la coloration pour 1,6 milliard de dollars à PolyOne.
En juin 2021, Clariant annonce la vente de ses activités dans les pigments à Heubach Group et SK Capital Partners pour 950 millions de dollars.

## Domaine d'activité
Clariant est spécialisé dans le développement, la fabrication et la commercialisation de produits chimiques de spécialités. Clariant produit principalement des produits chimiques comme des biocides, des produits chimiques utilisés dans l'industrie, des détergents, ainsi que des teintures ou pigments utilisées pour le textile, le cuir, le papier, ou les plastiques. C'est aussi un des principaux fabricants des dégivrants et retardateurs de flamme, utilisés dans les industries minière et gazière. Clariant est présent dans 150 pays.
Le chiffre d'affaires par famille de produit en 2016 se répartit de la manière suivante :
- pigments : 43,2 % (à destination notamment des peintures, des vernis et des matières plastiques) ;
- produits chimiques fonctionnels : 36,6 % (surfactants anioniques, polymères et conservateurs destinés aux secteurs du bâtiment, des industries minière, pétrolière, de la détergence ; additifs et produits pour papiers (azurants optiques, colorants) ;
- préparations chimiques : 20,2 % (mixtures et concentrés de pigments et de colorants destinés aux secteurs de l'automobile, de l'emballage, de l'électronique, etc.).

## Implantation
Clariant en France, dont le siège social est basé à Choisy-le-Roi, possède également des bureaux à Cergy, et des unités de production situées à Romorantin, Portes-lès-Valence, Saint-Jeoire, Puget-sur-Argens et au Tréport.
À fin 2016, le groupe possède 60 sites de production au niveau mondial. La répartition géographique du chiffre d'affaires par zone est la suivante : Europe-Moyen Orient-Afrique (41,4 %), Amériques (33,6 %) et Asie-Pacifique (25 %).
En janvier 2017, Clariant a ouvert une nouvelle filiale destinée aux ingrédients actifs destinés à l'industrie cosmétique : Clariant Active Ingredients. Cette nouvelle activité est implantée à Toulouse, sur le site du Bioparc au sud de l'Oncopôle.
Clariant a procédé à la fermeture de plusieurs de ses sites de production en France au cours des dernières années, notamment ceux de  Saint-Jeoire (en 2007) et Romorantin (en 2020). Ces fermetures s'inscrivent dans une stratégie de rationalisation visant à concentrer les opérations de production sur des sites stratégiques et à optimiser les coûts.

## Actionnaires
Liste des principaux actionnaires au 6 novembre 2019
| Public Investment Fund          | 25,7% |
| Wilhelm Winterstein             | 10,2% |
| APG Asset Management            | 5,01% |
| Fidelity Management & Research  | 4,39% |
| Konstantin Alfred Winterstein   | 3,73% |
| Citadel Advisors                | 3,02% |
| Artisan Partners                | 2,60% |
| Credit Suisse Asset Management  | 2,35% |
| EdgePoint Investment Group      | 2,21% |
| BlackRock Investment Management | 2,16% |

## Lobbying auprès des institutions de l'Union européenne
Clariant est inscrit depuis 2014 au registre de transparence des représentants d'intérêts auprès de la Commission européenne, et déclare en 2018 pour cette activité des dépenses annuelles d'un montant compris entre 200 000 et 300 000 euros.

## Non-respect des normes européennes
Le 21 mai 2019, la fédération allemande pour l'environnement et la protection de la nature (Bund) révèle en utilisant les données fournies par l'agence fédérale de l'environnement allemande comme par l'Agence européenne des produits chimiques que 654 entreprises opérant en Europe ne respectent pas, entre 2014 et 2019, le protocole européen d'enregistrement, évaluation et autorisation des produits chimiques, censé protéger la santé et l'environnement des Européens. Ces entreprises, dont Clariant, emploient massivement des substances de synthèse interdites et potentiellement dangereuses,,.